# 4655 Marjoriika
4655 Marjoriika este un asteroid din centura principală, descoperit pe 1 septembrie 1978 de Nikolai Cernîh.